# Шейди Коув (град, Орегон)
Шейди Коув (на английски: Shady Cove) е град в окръг Джаксън, щата Орегон, САЩ. Шейди Коув е с население от 2307 жители (2000) и обща площ от 5,2 km². Намира се на 428,6 m надморска височина. ЗИП кодът му е 97539, а телефонният му код е 541.